# Strategisches Konzept der NATO 2010

Flagge der NATO

Das Strategische Konzept der NATO 2010 wurde von Anders Fogh Rasmussen, dem Generalsekretär der NATO, nach Rücksprache mit den Alliierten selbständig erstellt, beim Gipfeltreffen der NATO in Lissabon 2010 am 19. und 20. November 2010 der Öffentlichkeit vorgestellt und von den Repräsentanten der Mitgliedsstaaten gebilligt.
Es löst das Strategische Konzept der Allianz von 1999 ab und galt bis zum Jahr 2020.

## Inhalt

### Bündnisfall
Das Bündnis sieht den Inhalt des Artikels 5 zur Landesverteidigung (Bündnisfall) immer noch als seine Hauptaufgabe.

### Atomwaffen

Die NATO bekennt sich grundsätzlich zu dem Konzept Abrüstung, will aber die Nukleare Abschreckung praktizieren, solange Atomwaffen existieren.

### Kooperation mit Russland
Die Kooperation mit Russland soll intensiviert werden.

### Raketenabwehr

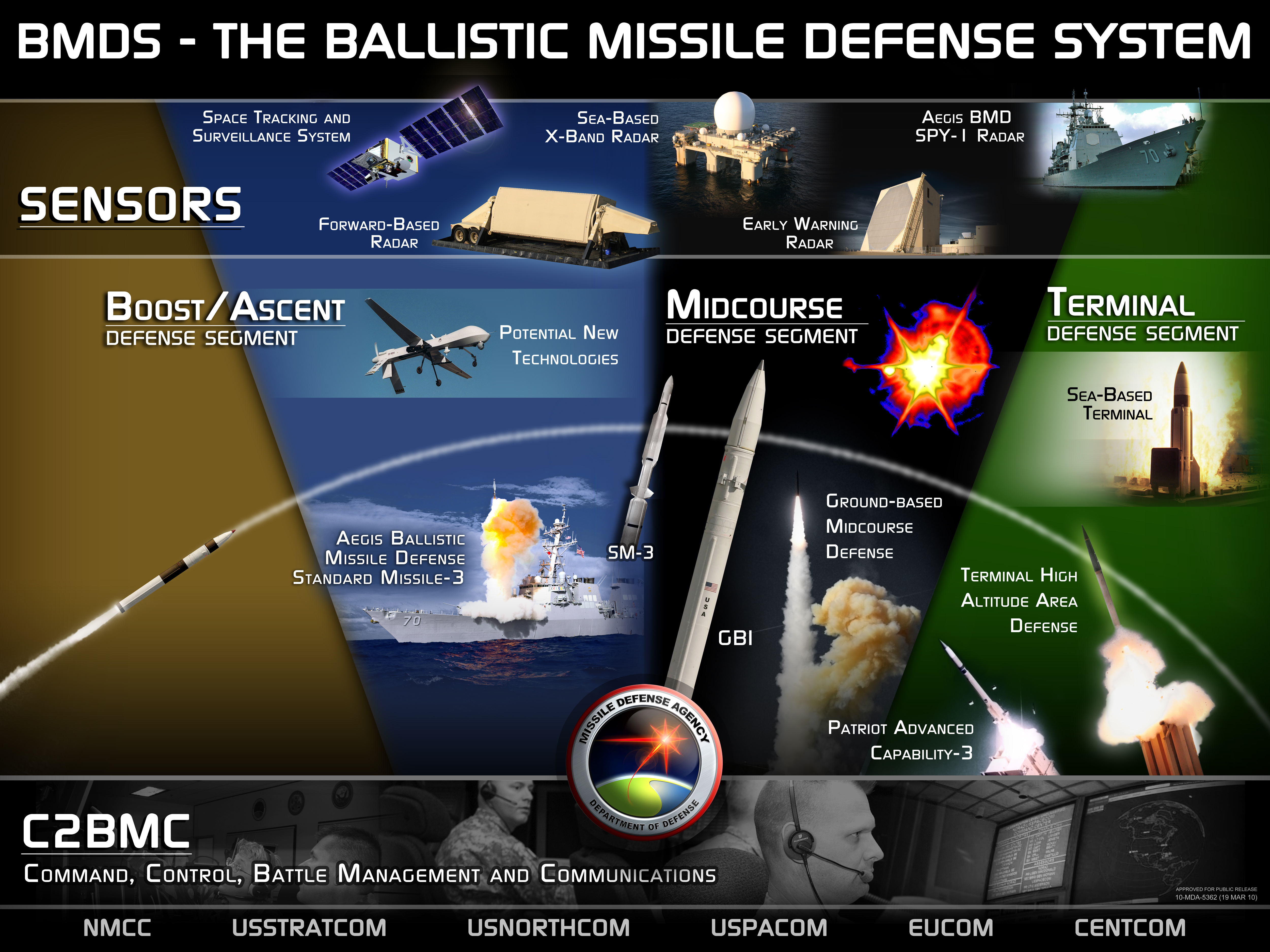
Überblick über das Ballistic Missile Defense System (BMDS) der USA (Darstellung der Missile Defense Agency (MDA), 2010)

Es soll ein gemeinsamer Raketenabwehrschild aufgebaut werden. Der Schild soll das gesamte europäische NATO-Gebiet vor Angriffen durch Lenkraketen schützen. Russland soll in die Planungen und die Durchführung eingebunden werden.

### Cyber-Angriffe
Auf die Möglichkeiten von Angriffen auf und über die elektronische Infrastruktur für Kommunikation wurde explizit eingegangen. Nach dem Dokument soll bei einem solchen Angriff nicht der Bündnisfall ausgerufen werden, sondern nur Konsultationen nach Artikel 4 folgen.

### Krisenmanagement
Durch eine engere Zusammenarbeit mit der EU, den VN sowie Nichtregierungsorganisationen will die NATO einen vernetzten Sicherheitsansatz (comprehensive approach) fördern, der für die Bewältigung neuer Herausforderungen als unabdingbar betrachtet wird.

## Quelle
- Strategisches Konzept für die Verteidigung und Sicherheit der Mitglieder der Nordatlantikvertrags-Organisation, von den Staats- und Regierungschefs in Lissabon verabschiedet. (PDF; 58 kB) NATO, abgerufen am 22. Februar 2012.

- Anders Fogh Rasmussen: Strategic Concept For the Defence and Security of The Members of the North Atlantic Treaty Organisation. (PDF; 135 kB) Abgerufen am 22. November 2010 (englisch, Originaldokument von der Natoseite).